# Fred Wadsworth
Frederick Willi Wadsworth (München, 17 juli 1962) is een Amerikaanse golfprofessional die actief is op de Champions Tour. Hij was actief op de Sunshine Tour en de PGA Tour.

## Loopbaan
In 1984 werd Wadsworth een golfprofessional en hij maakte meteen zijn debuut op de PGA Tour. In 1987 golfde hij op de PGA Tour een volledige golfseizoen. Hij bleef tot 2003 golfen op de PGA Tour. In 1986 behaalde hij de eerste en de enige zege op de PGA Tour door het Southern Open te winnen.
Tussendoor golfde Wadsworth ook enkele seizoenen op de Sunshine Tour waar hij in 1989 het Zuid-Afrikaans Open won.
In 2012 maakte Wadsworth zijn debuut op de Champions Tour en is tot op het heden nog actief op die golftour.

## Prestaties

### Professional
PGA Tour
| Nr. | Datum             | Toernooi      | Score           | Score | Info |
| --- | ----------------- | ------------- | --------------- | ----- | ---- |
| 1   | 14 september 1986 | Southern Open | 67-67-68-67=269 | –11   |      |

Sunshine Tour
- 1989: Zuid-Afrikaans Open (278; –10)